# Fiora
El Fiora és un riu d'Itàlia que travessa la Toscana i el Laci. Té 80 km de llargada i una conca de recaptació de 853 km². Neix al Monte Amiata, prop de Santa Fiora, i desaigua a la mar Tirrena després de rebre nombrosos afluents. Els seus afluents principals són per l'esquerra els rierols Lente i Strozza-volpe, i el torrent Timone; i per la dreta els rierols Olpeta i Fosso Rigo. Forma durant un tram el límit entre la Toscana i el Laci.
El seu nom antic era Arminius. Plini el Vell diu que la ciutat d'Arminium, (avui Rímini) es va aixecar a la vora d'aquest riu, i fluïa proper a les seves muralles. A la seva desembocadura la ciutat hi tenia el port. Quan August va fer la divisió del territori d'Itàlia, l'Arminius feia de divisòria a l'antiga regió de la Gàl·lia Cispadana. August va fer construir sobre el riu un pont de cinc arcades, íntegrament de marbre, per arribar a Rímini, pont que va acabar Tiberi.